# Никола Вујчић (песник)
Никола Вујчић (Велика Градуса код Сиска, 27. јун 1956) српски је књижевник.

## Биографија
Дипломирао је на Филолошком факултету у Београду. Био је уредник часописа „Знак“, главни и одговорни уредник „Књижевне речи“, уредник у Књижевној омладини Србије, главни и одговорни уредник листа Вукове задужбине „Задужбина“. Био је уредник у издавачким кућама "Филип Вишњић" и "Службени гласник". Члан је српског ПЕН центра и Српског књижевног друштва. Живи у Београду.
Својом поезијом чини један истрајан и самосвојан глас српске поезије. Укључивши се у токове европског песништва, Вујчић упорно исписује своју поетску матрицу преиспитујући вечито медијум у којем се остварује. У својој првој књизи Вујчић се знао држати архетипова од којих је најзначајнији вода. Касније су преостали само лирски субјект, језик и речи. Речи су посматране као трошни предмети, несавршени језик који их именује, релативизује све, стварајући празнину. Остаје само песма изаткана од трошности која се осипа у ништавило. Песма постоји изван света о којем пева и у којем је настала.

## Награде
- Награда „Браћа Мицић”, за књигу Чистилиште, 1993.
- Змајева награда, за књигу Препознавање, 2002.
- Дисова награда, 2009.
- Награда „Бранко Миљковић”, за књигу Докле поглед допире, 2010.
- Награда „Мирослав Антић”, за књигу Докле поглед допире, 2011.
- Награда „Ђура Јакшић”, за књигу Докле поглед допире, 2011.
- Награда „Заплањски Орфеј”, за песму „Потпаљивање ватре”, 2014.[3]
- Награда „Кондир Косовке девојке”, 2015.
- Награда „Скендер Куленовић”, 2015.
- Награда „Стеван Пешић”, за књигу поезије Скривености, 2017.
- Награда „Златни сунцокрет”, за књигу поезије Скривености, 2017.[4]
- Награда „Сава Мркаљ”, за животно дело, 2019.[5]
- Награда „Жичка хрисовуља”, 2021.
- Велика базјашка повеља, 2022.
- Награда „Десанка Максимовић”, за укупни допринос српској поезији, 2024.[6]
- Награда „Бранко Ћопић”, за збирку песама Очи су ми пуне даљине, 2024.

## Дела

### Књиге песама
- Тајанствени стрелац (1980)
- Нови прилози за аутобиографију (1983)
- Дисање (1988)
- Чистилиште (1994)
- Кад сам био мали (песме за децу, 1995)
- Препознавање (2002)
- Звук тишине (2008)
- Нови прилози за аутобиографију (друго, допуњено издање, 2008)
- Расути звук (2009)
- Докле поглед допире (2010)
- Докле поглед допире и друге песме (2012)
- Сведочење (2014)
- Скривености (2017)
- Соба, изабране песме, двојезично српски/енглески (2019)
- У једном дану (2022)
- Пуне су ми очи даљине, изабране и нове песме (2024)

### Књиге песама на страним језицима
- Ноћи и друге песме (Noptile si alte poeme), Темишвар, 2011,
- Докле поглед допире (До кај што погледот допира), Скопје, 2013,
- Тишина у камену (Cisza w kamieniu), Варшава, 2015,
- Докле поглед допире (Дoкъдето погледът достига), Пловдив, 2013.

### Преводи
- Вјачеслав Купријанов: Земљино небо (2006)
- Генадиј Ајги: Наклон - певању (2012)
- Иван Ахметјев: Тако бих увек (2016)
- Владимир Бурич: Црно и бело (2019)
- Хенрих Сабгир, Елегије (2023)

### Приређена издања
- Меша Селимовић: Круг, роман, 1983,
- Антологија српске народне књижевности за децу, 1997, 2006, 2008,
- Изабрана дела Григора Витеза, 2011.

О његовој поезији објављена су два зборника:
- Поезија Николе Вујчића (поводом Змајеве награде, Нови Сад, 2008)
- Никола Вујчић, песник (поводом награде Жичка хрисовуља, Краљево, 2022)